# ملخ دست‌وپاچلفتی
ملخ دست‌وپاچلفتی (نام علمی: Romalea microptera) نام یک گونه از تیره ملخ‌های دست‌وپاچلفتی است، که در بخش‌های جنوب شرقی و جنوب ایالات متحده آمریکا یافت می‌شود. این گونه متمایزترین گونه ملخ در جنوب شرقی آمریکا است، و به خوبی برای اندازه و رنگ منحصر به فردش شناخته شده‌است. اندازه ملخ‌های دست‌وپاچلفتی می‌تواند نزدیک به ۳ اینچ (۸ سانتی‌متر) برسد.

## مکان
ملخ‌های دست‌وپاچلفتی از کارولینای شمالی تا تنسی، در ایالت‌های جورجیا، آلاباما، میسیسیپی، لوئیزیانا، آرکانزاس، تگزاس و در سراسر فلوریدا و آریزونا ساکن هستند. این ملخ‌ها در جنگل‌های کاج، پوشش‌های گیاهی و زمین‌های هرز؛ و گاهی اوقات نیز در نبود این منابع طبیعی و دیگر منابع غذایی، در فاضلاب زندگی می‌کنند.